# 순천화학련합기업소
순천화학연합기업소(順川化學聯合企業所)는 평안남도 순천시에 위치하며 2009년까지 확인되지 않던 기업소로 2010년부터 등장하였음을 알수가 있다. 
구성 조직은 중합 직장, 카바이드 직장, 방사 직장, 동력 2직장, 농약 공장과 메탄올 직장 및 산소열법 용광로 직장 및 아크릴 직장 등이 확인된다.

## 개요
2011년 초에 최고인민회의 12기 4차회의에서 생산 공정을 완비하여 경제 발전과 인민 생활 향상에 기여할 것을 결의하였으며39) 
동년말 메탄올 생산 공정,  아세테이트 회수 공정을 비롯한 13개의 중요 공정들이 현대화되고 통합 생산 체계가 확립됨으로써 생산을 높은 수준에서 정상화 할 수 있는 담보가 마련되었다고 한다.
시스템은 공업 정보 연구 중심 기술 지원 하에 원료 공급에서 섬유 완성에 이르는 13개 비날론 생산 공정을 제어하기 위한 것으로 생산조종을 위한 분산형 컴퓨터 조종체계, 웹 기반에 의한 생산 지휘 체계, 주요 대상들을 시각적으로 감시하기 위한 통합 화상 관리 체계와 경영 관리 체계로 구성되어 있으며 10월부터 가동하기 시작하였다고 한다.
2012년말 비날론 생산 공정과 통합 생산 지휘 체계가 완비되어 카바이드와 비날론이 생산되었다고 한다.
2013년에는 비날론 생산에 폭넓게 이용되는 촉매를 자체 개발하고 생산 공정을 완비하기 위한 사업을 진행하였으며 산하에 농약 공장에서는 비료 알곡 수확률을 높이는데 효과적인 인 세균 비료 생산에 집중하였다.
이와 관련하여 당초 순천 지역에 건설되다 중단된 순천비날론연합기업소는 2009년을 끝으로 북한 언론에서 사라진 반면 순천 화학 연합 기업소는 2010년 1월부터 등장하였으며 두 기업소 모두 주 생산 공정이 카바이드에 의한 비날론, 비료 생산이라는 점에서 연관성이 큰 것으로 보인다.

## 개건 현대화 과정
조선로동당 제7차 대회에서는 조선민주주의인민공화국에서 국가 경제 발전 5개년 전략과 더불어 순천화학연합기업소의 메탄올 직장을 건설을 결의하였고 이것을 탄소하나 화학 공업 정책을 추진을 하려고 하였다. 
특히 2016년부터 순천비날론연합기업소에 철거된 메탄올 직장을 다시 재조립하기 시작하여 건설 중이며 특히 순천 과인산 비료 공장도 건설 중이다.
그리고 2016년 7월에는 순천화학연합기업소 메탄올 직장 옆에 산소열법 용광로 직장을 마련하여 연산 18만 톤 규모의 용선을 출선하고 있고 특히 품질 좋은 용선이 출선되고 있다.
2016년 8월경 김정은은 순천화학연합기업소 아크릴 직장에 현지지도를 가서 결국 많은 감탄을 하고 무인화가 잘 이루어져 있다는 말로 감탄을 하였고 많은 경우의 노하우를 전수를 하여 주었다.
그만큼 현재 조선민주주의인민공화국은 국가 경제 발전 5개년 전략과 더불어 순천화학연합기업소에 거는 기대가 많이 크고 있음을 알수가 있다. 

## 탄소하나화학공업 기지 건설
조선로동당 제7차 대회에서 석유의 중요함을 역설한 김정은은 결국 순천화학련합기업소의 메탄올 직장을 다시 탄소하나화학공업 기지를 건설할 야심찬 계획을 추진하여 박봉주 총리에게 재가를 하여 메탄올 직장을 다시 건설하라고 명령을 내린다.
결국 박봉주 총리는 순천시를 현지지도 가는 길에 항상 메탄올 직장의 일에 대하여 많은 조언을 주고 특히 핵개발과 관련하여 인조 석유화를 하려는 김정은의 명령에 항상 건설 자재를 중요시하게 여기라는 조언과 함께 순천 과인산 비료 공장과 탄소하나화학공업기지를 현지지도가며 완공을 지시를 하게 되었다.
그리고 연산 생산규모도 75만 톤에서 2.5배로 줄인 30만 톤을 생산규모로 잡고 건설을 하고 있으며 1983년 순천 비날론 련합 기업소처럼 되지 않으려고 최소한의 예산을 가지고 최대한의 성과를 내려고 추진을 하고 있다.
김재룡 총리도 항상 순천화학련합기업소 메탄올 직장을 현지지도를 가서 계속 료해하며 특히 건설의 신속함보다는 정밀함을 요구하고 있다.

## 연표
- 1983년 - 김일성이 현재의 순천 화학 연합 기업소 부근이 아닌 순천 비날론 연합 기업소에 있는 부지를 잡아주었음
- 1989년 - 결국 계속된 산소 - 전열 카바이드로의 실패로 일단 2.8 비날론 연합 기업소 방식으로 전기로로 5만 톤 규모의 비닐론 생산 규모로 1단계 완공을 성공함
- 1993년 - 3차 7개년 계획이 결국 실패로 끝나자 결국 중간기를 거치게 되었음을 알수가 있었고 이때 많은 정비만 요구를 하게 되었음
- 1994년 - 김일성이 사망을 하게 됨
- 1996년 - 고난의 행군으로 결국 순천 비날론 연합 기업소는 전면적으로 가동을 멈추게 되어 결국 생산을 하지 못하게 되었음을 알수가 있음
- 1998년 - 순천 비날론 연합 기업소를 순천 화학 연합 기업소로 기업소명을 바꾸게 되었음을 알수가 있음
- 2001년 - 결국 산소 - 전열 카바이드로의 시험 가동이 성공적으로 거두어 산소 - 전열 카바이드로의 수는 8기의 생산 목표에 연간 생산량을 24만 톤 규모가 됨
- 2010년 - 2.8 비날론 연합 기업소의 재가동이 되어 5만 톤 규모의 비닐론 생산 규모를 회복을 하게 되었음
- 2012년 - 순천 화학 연합 기업소의 카바이드 생산은 물론 5만 톤 규모의 비닐론 생산 규모를 다시 회복하게 되어 10만 톤의 비닐론 총 생산 규모로 잡게 되었음
- 2016년 - 조선로동당 제7차 대회에서 순천 화학 연합 기업소의 메탄올 직장을 회복과 동시에 국가 경제 발전 5개년 전략을 추진을 하게 됨
- 2016년 - 순천 화학 연합 기업소에서 수직식 산소열법 용광로의 용선이 출선이 되어 품질이 좋게 나타났음으로 성공을 거두게 되었음
- 2017년 - 순천 비날론 연합 기업소 메탄올 직장에 위치하고 있는 곳에 탄소 하나 화학 공업 직장을 마련을 하게 되고 재건을 시작하게 되었음
- 2019년 - 박봉주 부위원장이 탄소 하나 화학 공업 직장으로 현지지도를 가서 많은 료해를 하며 조언을 주는데 이때 거의 25%가 완료가 된 것으로 보임